# 武蔵野消防署
武蔵野消防署(むさしのしょうぼうしょ）は、東京都武蔵野市にある東京消防庁第八消防方面本部に所属する消防署。

## 概要
武蔵野市全域を管轄する消防署である。1967年8月1日の三鷹消防署の分離独立と1987年12月16日の保谷消防署（現・西東京消防署）の分離独立を経て現在の管轄地域となった。

### 沿革
- 1943年10月 - 武蔵野消防署が開署。
- 1948年3月7日 - 消防組織法の施行にともない武蔵野市、北多摩郡三鷹町、保谷町、田無町の4市町合同で「武蔵野地区消防組合消防本部」を設置し、武蔵野消防署は同消防組合本部の管轄となる。
- 1950年11月3日 - 三鷹町が市制施行し三鷹市になったことで武蔵野市、三鷹市、北多摩郡保谷町、田無町の4市町合同による消防組合となる。
- 1956年10月 - 武蔵野消防署本書に救急車が配備されたことにより救急業務を開始する。
- 1960年3月31日 - 翌日の消防事務委託に伴い武蔵野地区消防組合消防本部を解散。
- 1960年4月1日 - 東京消防庁に消防事務を委託し、東京消防庁武蔵野消防署となる
- 1967年8月1日 - 三鷹消防署が分離独立する。
- 1978年 - 武蔵野特別救助隊が創設される。
- 1987年12月16日 - 保谷市と田無市（ともに現・西東京市）を管轄とする保谷消防署（現・西東京消防署）が分離独立。
- 1997年3月 - 情報活動二輪車が配備される。
- 2024年5月8日-武蔵野消防署のはしご車が更新｡
- 2024年10月1日-武蔵野デイタイム救急隊が発足｡

### 所在地
- 東京都武蔵野市吉祥寺北町四丁目6番1号

## 出張所
- 武蔵境出張所

武蔵野市境南町一丁目26番38号
- 吉祥寺出張所

武蔵野市吉祥寺東町一丁目1番21号

## 配置車両
- 武蔵野消防署(本署)

・指揮隊車:1台
・救助工作車(II型/直進式クレーン付き)：1台
・ポンプ車：1台
・査察広報車：2台(うち一台が日産キャラバン､もう一台は日産エクストレイル)
・はしご車(30M級)：1台
・人員輸送車：1台
・救急車：2台(うち一台はデイタイム救急､元武蔵境A)
・非常用ポンプ車(水槽付き)：2台
・非常用救急車：1台(元吉祥寺A)
- 武蔵境出張所

・ポンプ車(水槽付き):1台
・ポンプ車：1台
・救急車:1台
- 吉祥寺出張所

・化学車:1台
・ポンプ車:1台
・救急車:1台